# 長瀞城
長瀞城（ながとろじょう）は、山形県東根市長瀞地区にあった戦国時代から江戸時代にかけての日本の城。別名雁城（かりがねじょう）ともいう。

## 歴史
鎌倉時代建長年間に西根氏によって築城されたという。時代が変遷すると最上氏の所領となり、4代目当主最上満家が隠居の為に利用した。その後は最上満種や最上満宗の居城になったとも、長瀞左衛門尉が本拠を構えたとも言う。本格的に城郭が整備されるのは最上義光が入城してからである。元和8年（1622年）に最上氏が改易されると山形藩の所領となり、鳥居氏、保科氏と城主は変遷する。寛文11年（1671年）、保科氏の転封に伴い天領となり、幕府が元締陣屋を設置して直轄した。その後、寛政10年（1798年）に米津氏が武蔵国久喜からこの地に入り、長瀞藩の長瀞陣屋となった。

## 特徴
水堀、土塁を二重に巡らせた方形輪郭式の平城で、かなりの規模を持っていた。通常の城は三の丸までだが、四の丸まであったという。ただし、遺構が残存しておらず、確固たる検証はできない。
また、城跡がはっきりしている。地図を見れば明らかだが、長瀞城は町の大本になっている。特に整備がされていて、貴重な文化財として活用されることが期待される。ただし、復元された部分が多いという事には注意を要する。